# معاملة المثليين في مالطا
تعتبر حقوق المثليات والمثليين ومزدوجي الميول الجنسية والمتحولين جنسياً (اختصاراً: LGBT) في مالطا من أعلى المعايير، حتى بالمقارنة مع الدول الأوروبية الأخرى، وفقاً للأمم المتحدة. خلال أواخر القرن العشرين وأوائل القرن الحادي والعشرين، تلقت حقوق مجتمع المثليين مزيدًا من الوعي، إذ أصبح النشاط الجنسي المثلي قانونيًا في عام 1973، مع تساوي السن القانونية للنشاط الجنس المثلي والنشاط الجنسي المغاير. ومعروف بأن مالطا توفر درجة عالية من الحرية لمواطنيها من مجتمع المثليين. منذ أكتوبر 2015، صنف الفرع الأوروبي للمنظمة الدولية للمثليين والمثليات ومزدوجي التوجه الجنسي والمتحولين جنسيا وثنائيي الجنس (ILGA-Europe) صنفت مالطة في المرتبة الأولى من حيث حقوق المثليين من أصل 49 دولة أوروبية وهو تصنيف حافظت عليه للسنة الثالثة على التوالي. تعتبر مالطا واحدة من الدول القليلة في العالم التي جعلت حقوق المثليين متساوية في الحقوق على المستوى الدستوري. في عام 2016، أصبحت مالطا أول دولة في الاتحاد الأوروبي تحظر علاج التحويل.  أعلنت مجلة آوت مالطا باعتبارها من بين أهم الدول الأوروبية التي تمنح حقوق المثليين لمواطنيها.
تم حظر التمييز على أساس التوجه الجنسي والهوية الجندرية والتعبير عنها في البلاد منذ عام 2004. ويسمح للمثليين والمثليات ومزدوجي التوجه الجنسي بالخدمة علنا في الجيش منذ عام 2002. وتعتبر حقوق المتحولين جنسيا وحقوق ثنائيي الجنس في مالطا من بين الأعلى مستوى في العالم تحت «قانون الهوية الجندرية، والتعبير عن الجنس، وخصائص الجنس». وقد أصبح زواج المثليين قانونيًا منذ 1 سبتمبر 2017، وتم قبل ذلك سن الاتحادات المدنية (التي تساوي الزواج في كل شيء ما عدا الاسم، مع نفس الحقوق والواجبات بما في ذلك حقوق التبني المشتركة) في أبريل 2014. يظل الوصول إلى تأجير الأرحام محظورا لجميع الأزواج بغض النظر عن التوجه الجنسي. أشار استطلاع الرأي لعام 2015 إلى أن أغلبية الجمهور تؤيد زواج المثليين، مع زيادة كبيرة على مدى عقد من الزمان.

## تاريخ المثليين في مالطا

### فرسان القديس يوحنا
خلال فترة فرسان القديس يوحنا، اعتبرت السدومية ممارسة شائعة في مالطا، وترتبط عمومًا بالإيطاليين والمسلمين. كان من الشائع أن ينجذب الذكور نحو الذكور الآخرين، بما في ذلك الفرسان الذين كان من المفترض أن يكونوا عازبين، للحصول على الحسنات الجنسية مع الشباب الذين يبحثون عنهم، والذكور المتأنثين الذين يمكن تحديدهم، وأحيانًا علاقات غلمانية.
خلال القرن السابع عشر، كان هناك تحامل وقوانين قاسية تجاه أولئك الذين أدينوا أو تحدثوا بصراحة عن تورطهم في نشاط جنسي مثلي. يقول المرشد الإنكليزي والمؤلف وليام ليثجو، الذي كتب في مارس 1616، إن جنديًا أسبانيًا وصبيًا مالطيًا مراهقًا أحرقوا علانية إلى رماد بسبب اعترافهم بممارسة السدومية معًا. ونتيجة لذلك، ولخوفهم أبحر حوالي مائة من الذكور العاملين في الدعارة المثلية في صقلية في اليوم التالي. هذه الحادثة، التي نشرها كاتب أجنبي في الخارج، هي أكثر القصص تفصيلاً عن حياة المثليين أثناء حكم نظام الفرسان. وهو يشير إلى أن المثلية الجنسية كانت لا تزال من المحرمات، ولكن ممارستها كانت واسعة الانتشار، وبأنها سرا معروفا، وبأنه تم قمع المعلومات المتعلقة بالمثليين.
تم سماع قضية غير مألوفة، تم في كاستيلانيا عام 1774، عندما قام أحد الأشخاص ثنائيو الجنس، وهي روزا ميفسود البالغة من العمر 17 عاماً من مدينة لوءا، بالتماس تغيير الجنس من خلال ارتداء ملابس كرجل، بدلاً من الملابس النسائية التي كانت تلبس منذ ولادتها. تم تعيين خبيرين طبيين من قبل المحكمة لإجراء فحص فيزيائي. هذه القضية في المحكمة جديرة بالاهتمام لأنها تفصّل استخدام الخبراء في هذا المجال، على غرار الفترة الحديثة المتأخرة. كان الفاحصان كلا من الطبيب العام وكبير الجراحين وكلاهما يعملان في مستشفى «ساكرا إنفرميريا». قدمت ميفسود التماسا إلى القاضي الأكبر ليتم الاعتراف بها كذكر، والذي اتخذ القرار النهائي ل«ميفسود» بارتداء ملابس الرجال فقط منذ ذلك الحين.

### الفترة البريطانية
باعتبارها مستعمرة بريطانية، اعتمدت مالطا قانون عقوبات بريطانيا العظمى الذي تجرم العلاقات الجنسية المثلية بين الرجال. هناك أمثلة لأشخاص تم القبض عليهم من قبل القانون - بما في ذلك محام، غوغليلمو رابينيت الذي ألقي القبض عليه بسبب سلوك بذيء في القرن التاسع عشر بينما كان يحاول إغواء أحد الحراس.
واعتبرت المثلية الجنسية في الجيش «جريمة خطيرة». وكان يتم فصل الجنود في الجيش الذين كانوا يخضعون للتحقيق بتهم المثلية الجنسية فورا ومحاكمتهم من قبل محكمة عسكرية. ومن القضايا البارزة قضية الملازم أول كريستوفر سوابي الذي أذلته الحكومة البريطانية رغم عدم إدانته.
في عام 1960، تم تبنى وليام ناثانيل فينتون من قبل جون بابتيست، والذي كان أصغر منه بثلاثين عاما، عندما كانا في علاقة مثلية غير رسمية سرية مفتوحة. في الوقت الذي لم يكن فيه قانون التبني موجودًا، تم تمرير القانون في عام 1971 حتى يمكن لفينتون أن يرث عقار حموه «فيلا فرانكيا» (باللاتينية: Villa Francia) في مدينة «ليا». وقد قام الشريكان بتنظيم عدة حفلات خاصة بالمثليين في الفيلا، وبإرادة فينتون أصبحت من ممتلكات الدولة. وتعتبر اليوم المقر الرسمي لرئيس وزراء مالطا.

### مالطا المستقلة

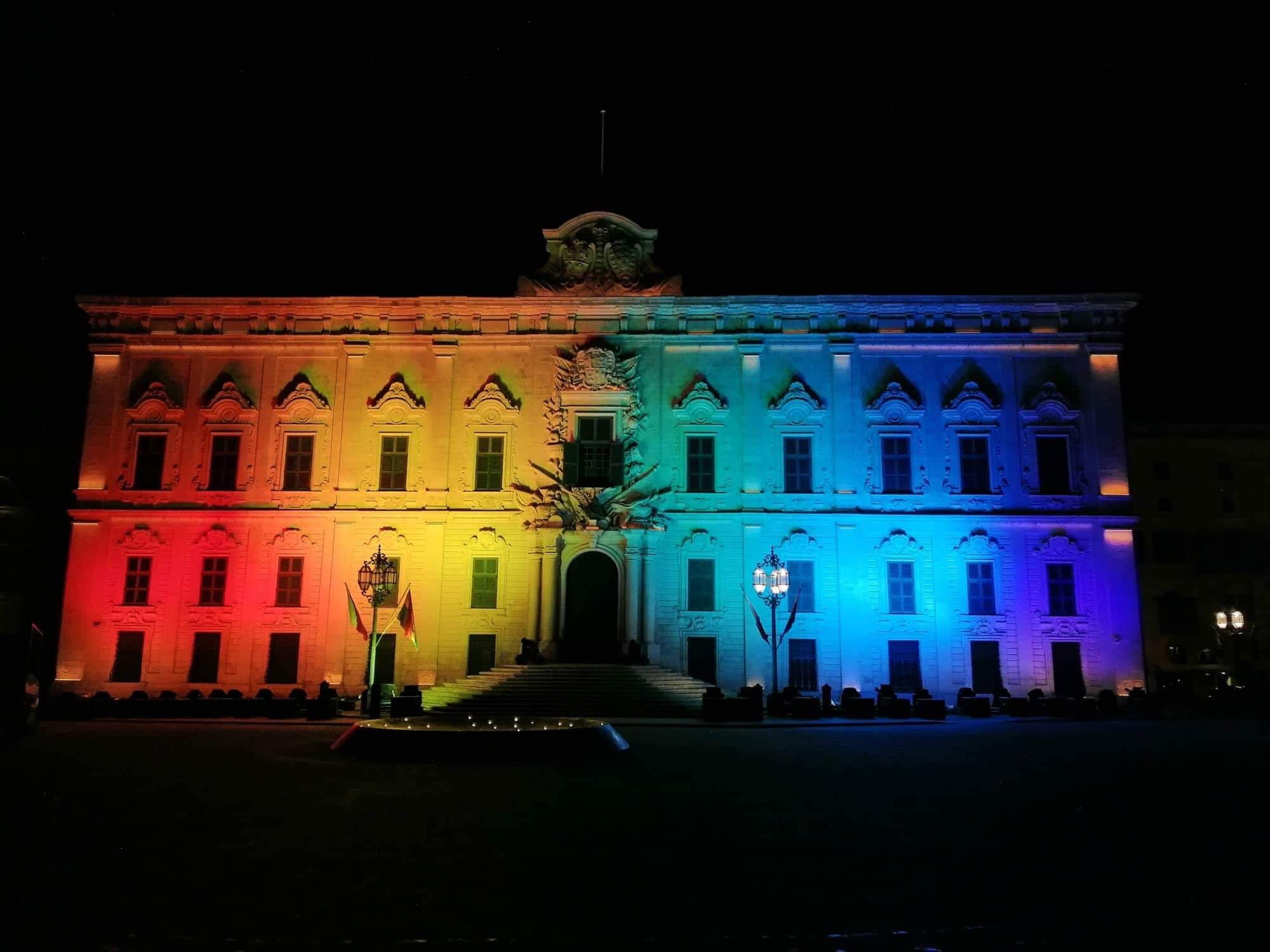
مقر رئيس الوزراء المالطي خلال احتفالات مسيرة فخر المثليين في عام 2018

أصبحت مالطا مستقلة في عام 1964، وكانت حينها لا تزال متخلفة بشكل مماثل من حيث الثورة الجنسية والتقدم في أوروبا. فقط في عام 1973 قررت حكومة حزب العمال تغيير قوانين مالطا لتتوافق مع قوانين أوروبا الغربية.
الحركة المالطية لحقوق المثليين (بالإنجليزية: Malta Gay Rights Movement)‏، التي تأسست في عام 2001، هي منظمة غير حكومية اجتماعية-سياسية تركز بشكل أساسي على تحديات وحقوق مجتمع المثليين المالطي. في فبراير 2008، نظمت الحركة وقدمت عريضة إلى البرلمان تطلب مجموعة من التدابير التي سيتم إدخالها لحمايتهم من خلال القانون. تم التوقيع على العريضة من قبل أكثر من 1000 شخص وطالبت بالاعتراف القانوني بالعلاقات المثلية، واستراتيجية مناهضة التمييز ضد المثليين في مدارس الدولة والقوانين الجديدة التي تستهدف جرائم الاعتداء على المثليين والمتحولين جنسيا. تلقى الالتماس دعم حزب البديل الديمقراطي المالطي. وقال زعيم الحزب هاري فاسالو، إن الاعتراف بحقوق المثليين سيكون خطوة إلى الأمام.
في أكتوبر 2009، التقى جورج أبيلا، رئيس مالطا، مع مجلس إدارة الفرع الأوروبي للمنظمة الدولية للمثليين والمثليات ومزدوجي التوجه الجنسي والمتحولين جنسيا وثنائيي الجنس في القصر الرئاسي حيث استعدت المجموعة لافتتاح مؤتمرها السنوي الثالث عشر في مالطا. ووافق أبيلا على أن المعلومات والتعليم مهمان في معالجة التمييز وتعزيز قبول الاختلافات وأن مالطا شهدت تقدما في قبول المثليين. وقيل إن «الحب هو الشيء الأكثر أهمية، ولا يمكن تصنيفه على أساس التوجه الجنسي». كانت هذه هي المرة الأولى التي يلتقي فيها رئيس دولة مع أعضاء من المنظمة خلال أحد المؤتمرات السنوية لها.

## قانونية النشاط الجنسي المثلي
أصبح النشاط الجنسي المثلي قانونيًا في مالطا منذ يناير 1973. قام رئيس وزراء مالطا، دوم مينتوف، وحزب العمال بتشريع قانون لإزالة قانون السدومية البريطاني، في الوقت الذي عارضت الكنيسة الكاثوليكية الرومانية في مالطا والحزب القومي المالطي ذلك. ظل ميكل غونزي، رئيس أساقفة مالطا، يعارض بشدة إلغاء التجريم. أصبح السن القانونية للعلاقات الجنسية المثلية والعلاقات الجنسية المغايرة عند 16 سنة منذ عام 2018.

## الاعتراف القانوني بالعلاقات المثلية
لدى الأزواج المثلية في مالطا الحق في الزواج أو تشكيل اتحاد مدني. وتزود هذه الأخيرة الأزواج بنفس الحقوق والمسؤوليات القانونية نفسها التي يتم الزواج بها، بما في ذلك الحق في التبني المشترك للأطفال.
في 28 آذار/مارس 2010، أعلن رئيس الوزراء لورانس غونزي أن الحكومة تعمل على إعداد مشروع قانون لتنظيم المساكنة، وتوقع أن يكتمل بحلول نهاية العام.
قدم وزير العدل مشروع القانون (المعروف باسم «مشروع قانون الشراكة المدنية وحقوق والتزامات المتساكنين 2012») في 28 أغسطس 2012، واستمرت عملية التشاور حتى 30 سبتمبر. تم تقديم مشروع القانون، لكن لم يصوت عليها إلى أن سقطت في ديسمبر 2012 بسبب سقوط الحكومة وحل البرلمان.
خلال حملة الانتخابات لعام 2013، أعلن حزب العمال عن نيته في تقديم قانون يسمح بالاتحادات المدنية للشركاء المثليين في حالة انتخابهم في الحكومة. تم تحديد هذا الأمر بحلول صيف 2013، ولكن تم تأجيله حتى عام 2014.
في 30 أيلول/سبتمبر 2013، في اليوم الأول من الدورة التشريعية الجديدة، قام برلمان مالطا بالقراءة الأولى لمشروع قانون الاتحادات المدنية، الذي نُشر في 14 أكتوبر 2013. وينشئ التشريع اتحادات مدنية لكل من الشركاء المغايرين والشركاء المثليين تعطيهم نفس الحقوق المتاحة للأزواج. تمت الموافقة على مشروع القانون في قراءته الثالثة في 14 أبريل في تصويت 37 صوتا لصالحه مقابل عدم تصويت أي عضو ضده، مع تأييد جميع أعضاء حزب العمال المالطي وامتناع جميع أعضاء الحزب الوطني المعارض عن التصويت. تم التوقيع على القانون من قبل الرئيس ماري لويز كوليرو بريكا في 16 أبريل، ونشر في الجريدة الرسمية للحكومة في 17 أبريل.
في مارس/آذار 2016، صرح رئيس وزراء مالطا وزعيم حزب العمال الحاكم جوزيف موسكات في مناسبة دولية بمناسبة يوم المرأة أنه يؤيد شخصيا تشريع زواج المثليين في البلاد وأنه «حان وقت النقاش الوطني» حول القضية. رد زعيم الحزب القومي المعارض سيمون بوسوتيل بالقول أنه على الرغم من أن الحكومة تحاول استخدام مسألة زواج المثليين لتحويل الأنظار عن مشاكل الحكومة، وقال انه لا يتوقع أي صعوبة في تعديل تشريعات الاتحاد المدني في مالطا لعام 2014 لتشريع زواج المثليين. وفي وقت لاحق، دعت المنظمة الرائدة في مجال حقوق المثليين في البلاد إلى تقديم مشروع قانون يفتح باب الزواج لجميع الأزواج بغض النظر عن جنسهم دون تأخير.
بعد فوز حزب العمال المالطي في الانتخابات، صرح رئيس الوزراء مسقط بأن الحكومة تعتزم تمرير تشريع زواج المثليين في البرلمان قبل نهاية الصيف. في 24 يونيو 2017، تمت القراءة الأولى لمشروع القانون، وتمت القراءة الثانية في 26 يونيو. وتمت الموافقة عليه من قبل البرلمان في 12 يوليو، في تصويت 66 عضوا لصالحه مقابل عضو واحد فقط ضده (66-1). بدل القانون جميع المراجع المتعلقة بنوع الجنس في القوانين المالطية بمصطلحات محايدة جنسانيا. تم توقيع مشروع القانون ليصبح قانونًا من قبل الرئيسة ماري لويز كوليرو بريكا ودخل حيز التنفيذ في 1 سبتمبر 2017.

### سفن الرحلات
أعلنت شركة «سيليبريتي كروزس» التي تتخذ من فلوريدا مقراً لها، في 11 أكتوبر/تشرين الأول 2017، أنها ستقوم بعقد زواج المثليين قانونيا على سفنها أثناء وجودها في المياه الدولية بعد تشريع زواج المثليين في مالطا، حيث يتم تسجيل معظم سفن الشركة.

## التبني وتنظيم الأسرة
يمنح القانون المالطي حقوق التبني للأزواج والأشخاص غير المتزوجين، بما في ذلك الأفراد المثليين. منذ أبريل 2014، يمكن للشركاء المثليين في اتحاد مدني أن يتبنوا بشكل مشترك. بدأ أول تبني رسمي من قبل زوجين مثليين في 13 يوليو 2016. كان الطفل قد رفض من قبل أكثر من 50 من الأزواج المغايرة بسبب أن لديه متلازمة داون. وبحلول فبراير/شباط 2018، كانت هناك 3 عمليات تبني قام بها الأزواج المثليون في مالطا.
من أجل التبني الفعال (من قبل شخص واحد أو زوجين أو شريكين)، يجب إصدار حكم قضائي لكل طفل، بغض النظر عن التوجه الجنسي لأي من الوالد أو الوالدين المحتملين.
تأجير الأرحام غير قانوني في الوقت الحالي بغض النظر عن التوجه الجنسي، ويسمح بالوصول إلى التلقيح الصناعي للنساء العازبات والنساء المثليات بموجب التعديلات الأخيرة على «قانون حماية الأجنة 2012».
في عام 2014، أعلنت الحكومة أنها لا تنوي تقنين تأجير الأرحام. في 7 سبتمبر/أيلول 2015، أعلن رئيس الوزراء مسقط أن الحكومة ستقدم مشروع قانون يسمح بالوصول إلى تقنيات التلقيح بالمساعدة للزوجات والشريكات المثليات، بالإضافة إلى تعديلات أخرى. في 30 يونيو 2017، صرح وزير الصحة كريس فيرن أن الحكومة ستقدم مشروع قانون لإصلاح قانون حماية الأجنة 2012 «قريبًا». تمت القراءة الأولى لمشروع القانون في البرلمان في 11 أبريل 2018. في 23 مايو، تمت القراءة الثانية له، وتم تمريره في تصويت 36 صوتا لصالحه مقابل 29 صوتا ضده مع امتناع نائبين عن التصويت (36-29-2)، ومر مشروع القانون عبر مرحلة اللجنة في 14 يونيو. في 19 يونيو، تمت القراءة الثالثة لمشروع القانون في تصويت 34 صوتا لصالحه مقابل 27 صوتا ضده مع غياب 6 نواب الذين لم يصوتوا (34-27)،
وتم توقيعه ليصبح قانونًا من قبل الرئيسة في 21 يونيو 2018، ودخل القانون حيز التنفيذ في 1 أكتوبر 2018.
اتخذت «مؤسسة الرئيس لرفاهية المجتمع» خطوات لتشجيع قبول الأسر المثلية داخل المجتمع المالطي.

## الهوية الجنسية والتعبير عنها

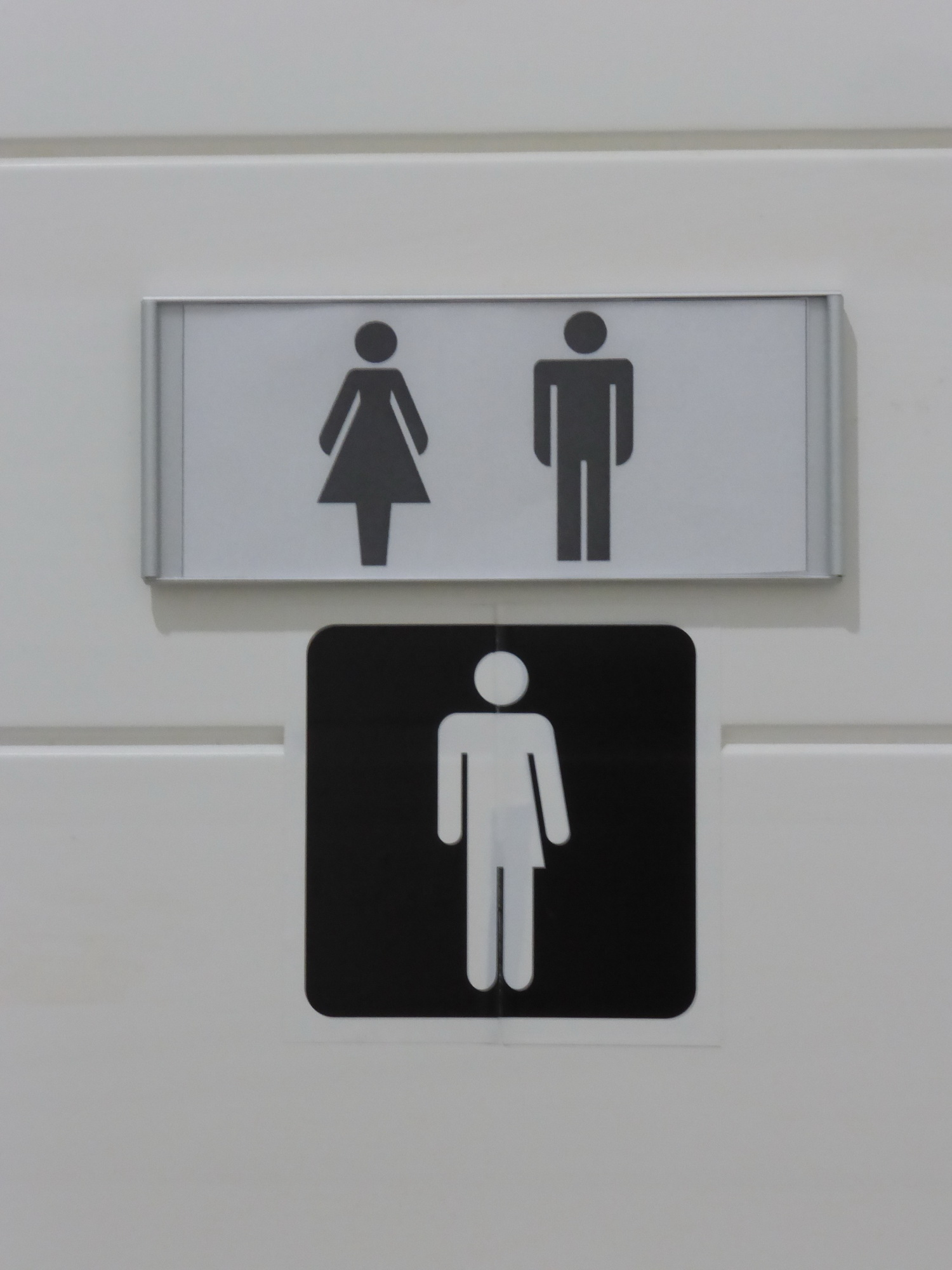
علامة امرأة, رجل و متحول في مرحاض عمومي في فاليتا

في سبتمبر/أيلول 2006، حُرمت جوان كاسار، وهي امرأة متحولة جنسياً، من حقها في الزواج من شريكتها. في عام 2007، أمر قاضٍ في مالطا المسؤولين الحكوميين بإصدارها الوثائق المناسبة. عارض مدير السجل العام هذا الحكم في مايو 2008. وقدمت كاسار طلبًا دستوريًا في القاعة الأولى من المحكمة المدنية بتهمة انتهاك حقوق الإنسان الأساسية الخاصة بها. فازت بتلك القضية في البداية، لكنها خسرت في الاستئناف في عام 2011. وفي أبريل 2013، توصلت إلى تسوية مع الحكومة تضمنت التعويض المالي بالإضافة إلى التغييرات القانونية الموعودة. اعتذر زعيم الحزب القومي عن دوره في الطعن في حق كاسار في الزواج.
في أبريل 2014، أصبحت مالطا أول دولة أوروبية تضيف الهوية الجندرية لدستورها كفئة محمية من التمييز.
يمكن للمتقدمين تغيير وثائق الهوية الجنسية الخاصة بهم ببساطة عن طريق تقديم إقرار كتابي مع كاتب العدل، دون أي شرط لجراحة إعادة تحديد الجنس بموجب «قانون الهوية الجندرية والتعبير عن الجنس وخصائص الجنس». في ديسمبر 2016، تم تعديل القانون للسماح للقاصرين الذين يبلغون من العمر ستة عشر عامًا أو أكثر بتغيير جنسهم دون الحاجة إلى تقديم طلب في المحكمة أو موافقة الوالدين. في نوفمبر 2015، أبلغ وزير الشؤون الداخلية أن 40 شخصًا قد غيروا جنسهم قانونيا منذ سن القانون المذكور أعلاه.
إن عمليات تغيير الجنس والعلاج بالهرمونات ليست مجانية، ولا تكون دومًا متاحة بسهولة.

## حقوق الأشخاص ثنائيي الجنس
في أبريل 2015، أصبحت مالطا أول بلد في العالم يجرِّم التعقيم والجراحة القسرية على الأشخاص ثنائية الحنس. أيضا، يمكن للمتقدمين تغيير وثائق الهوية الجنسية الخاصة بهم ببساطة عن طريق تقديم إفادة خطية مع كاتب العدل، والقضاء على أي شرط لإجراء جراحة إعادة تحديد الجنس بموجب «قانون الهوية الجنسية والتعبير عن الجنس وخصائص الجنس».
يحظر «قانون الهوية الجنسية والتعبير عن الجنس وخصائص الجنس» الذي وافق عليه البرلمان في عام 2015، التمييز على أساس الخصائص الجنسية وبالتالي يحمي الأشخاص ثنائيي الجنس من التمييز.
إلى جانب ذكر وأنثى، تتوفر جوازات السفر المالطية (بالإضافة إلى وثائق الهوية الأخرى، مثل بطاقات الهوية وتصاريح الإقامة) باستخدام خانة الجنس "X" (التي تعترف بالجنس الثالث وثنائيي الجنس).

## الحماية من التمييز

خريطة مالطا مع علم فخر المثليين

منذ عام 2004، تحظر مالطا التمييز ضد المثليين في العمل، تماشيا مع متطلبات الاتحاد الأوروبي، ولكن التمييز ظل شائعا إلى حد ما حتى عام 2009 وفقا للنتائج من خلال الاستبيانات التي تمت بمشاركة مجتمع المثليين. تم توسيع الحماية ضد التمييز في يونيو 2012.
في يونيو 2012، قام البرلمان بتعديل القانون الجنائي لمنع جرائم الكراهية على أساس التوجه الجنسي والهوية الجندرية.
في 14 أبريل 2014، وافق برلمان مالطا بالإجماع على مشروع قانون عدل الدستور لإضافة الحماية من التمييز على أساس التوجه الجنسي والهوية الجندرية. ووقعت عليه الرئيسة في 17 أبريل 2014.
وفي 10 كانون الأول/ديسمبر 2015، أطلقت الحكومة مشاورة عامة بشأن مشروع «قانون المساواة» الشامل، وعلى مشروع قانون لإنشاء لجنة حقوق الإنسان والمساواة.

## الخدمة العسكرية
تسمح مالطا للأشخاص بالخدمة العامة في القوات المسلحة بغض النظر عن توجههم الجنسي. ووفقاً للقوات المسلحة المالطية، فإن عددًا من الأشخاص المثليين بشكل علني يخدمون في القوات المسلحة المالطية، والموقف الرسمي هو «عش ودع الغير يعيش» (بالإنجليزية: Live and let live)‏، حيث «تعتمد وظائف الشخص وواجباته على مؤهلاته وليس على توجهه الجنسي».

## علاج التحويل
في 16 يونيو 2015، أعلنت وزيرة الحريات المدنية هيلينا دالي أن الحكومة تخطط لتقديم مشروع قانون يحظر علاج التحويل للتوجه الجنسي أو الهوية الجندرية للقاصرين. في 15 ديسمبر 2015، قدمت دالي مشروع القانون الذي تمت قراءته الأولى في البرلمان. وبدأت مشاورات عامة حول مشروع القانون في نفس اليوم واستمرت حتى 15 يناير 2016. مر مشروع القانون من خلال القراءة الثانية ومرحلة اللجنة مع بعض التعديلات في نوفمبر تشرين الثاني عام 2016، وذلك في تصويت بالإجماع. ثم انتقل بعد ذلك إلى القراءة الثالثة ووقعت عليه الرئيسة لاحقاً قبل أن يدخل حيز التنفيذ. وقد قدمت «غرفة مالطا لعلماء النفس» (بالإنجليزية: Malta Chamber of Psychologists)‏، و«الجمعية المالطية لطب النفس»، (بالإنجليزية: Maltese Association of Psychiatry)‏ و«جمعية المالطية لمهنة الاستشارة» (بالإنجليزية: Malta Association for the Counselling Profession)‏ و«جمعية مالطا للعلاج الأسري والممارسات المنهجية» (بالإنجليزية: Malta Association of Family Therapy and Systemic Practice)‏ دعمهم الكامل لمشروع القانون. مر مشروع القانون في تصويت بالإجماع القراءة النهائية يوم 6 ديسمبر. وأصبحت مالطا بذلك أول دولة في الاتحاد الأوروبي تحظر استخدام مايسمى بعلاج التحويل.

## العنف المنزلي
في 25 أبريل 2018، تمت الموافقة على «قانون العنف ضد المرأة والعنف الأسري» في تصويت 44 صوتا لصالحه و 20 صوتا ضد (44-20)، وهو قانون يهدف لحماية الأفراد من العنف المنزلي (بما في ذلك الأشخاص من مجتمع المثليين). تم نشر القانون في 14 مايو 2018، من قبل وزارة العدل المالطية.

## الصحة والتبرع بالدم
تتوفر الرعاية الصحية الأولية في مالطا مجانًا للجميع، بما في ذلك الأشخاص من مجتمع المثليين، مع حماية محددة من التمييز على أساس التوجه الجنسي. ومع ذلك، في حين أن «العلاج الوقائي الاحترازي المسبق» (PREP) والعلاج الوقائي الاحترازي بعد التعرض (PEP) متاحة للشراء، إلا أنها باهظة التكلفة إلى حد كبير. هناك مقترحات لجعلها متاحة أكثر لتجنب الأمراض المنقولة بالاتصال الجنسي، وخاصة فيروس نقص المناعة البشرية/الإيدز، بين المثليين وبين المغايرين جنسياً على حد سواء.
لا يسمح للرجال المثليين ومزدوجي التوجه الجنسي في مالطا بالتبرع بالدم. في مايو 2016، أعلن وزير الصحة كريس فيرن أن لجنة قانونية تأسست في عام 2015 لمراجعة الحظر قد أكملت تقريرها مؤخرًا وأوصت بإلغاء فترة التأجيل الحالية غير المحدودة بشأن التبرعات. السياسة الجديدة، في حالة تنفيذها، ستستثني التبرعات من الرجال الذين مارسوا الجنس مع رجال آخرين في أي وقت خلال الـ12 شهرا السابقة. في سبتمبر 2016، أعلن جناح الشباب في حزب العمال دعمهم لرفع الحظر. هناك مقترحات للسماح للأفراد المثليين في العلاقات الأحادية والثابتة بالتبرع بالدم بحلول أوائل عام 2019.

## ظروف المعيشة

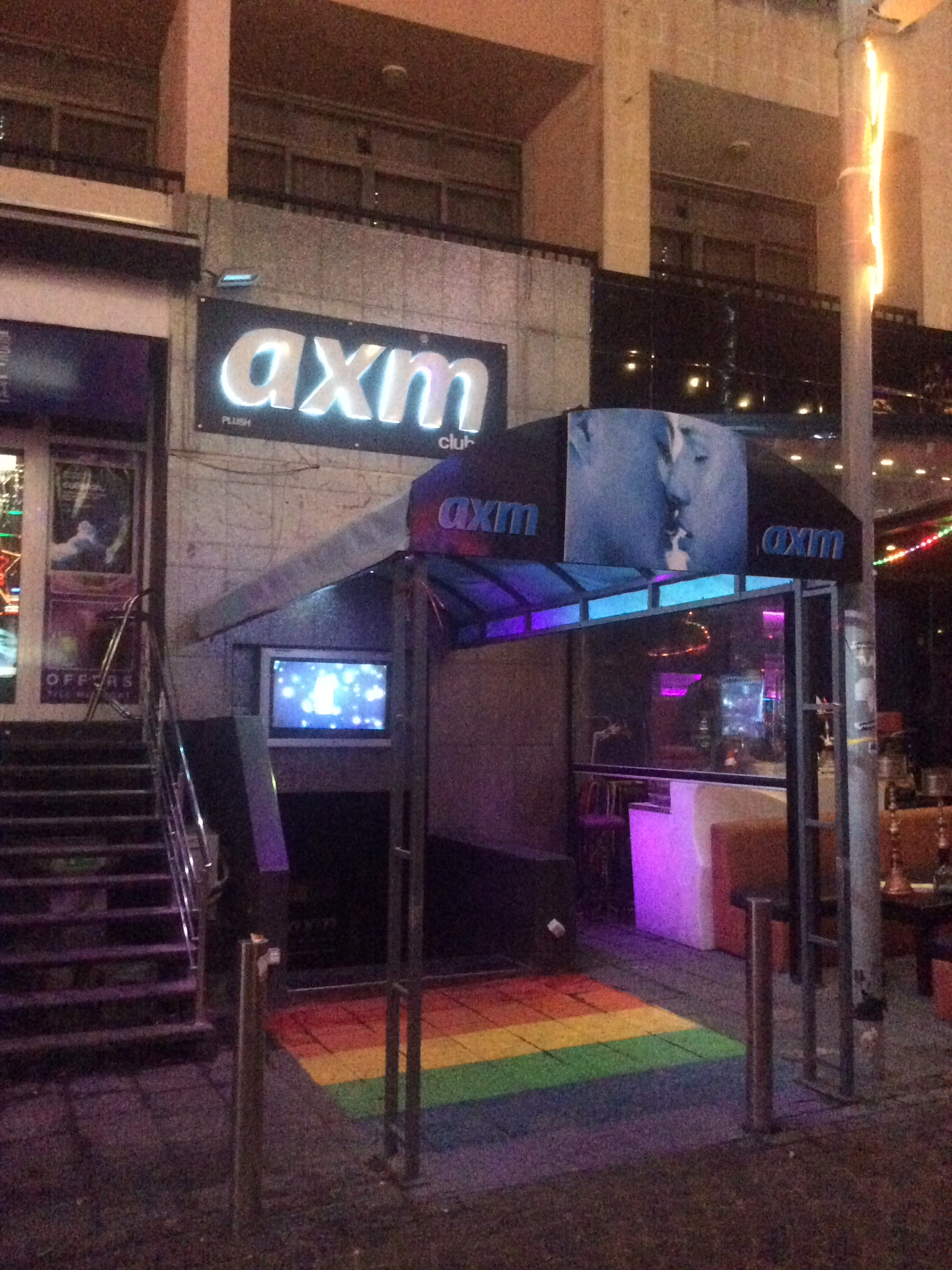
ملهى ليلي للمثليين في مدينة باسفيل في مالطا

أصبحت الظروف المعيشية للأقليات الجنسية أكثر ملاءمة في السنوات الأخيرة حيث تم قبول العلاقات المثلية في الأماكن العامة على الرغم من بقاء بعض الظروف السلبية. أظهر استطلاع عام 2015 على مستوى الاتحاد الأوروبي، بتكليف من «وكالة الحقوق الأساسية»، أن 54% من المثليين في مالطا شعروا بالراحة وهم يمسكون يد شريكهم المثلي في الأماكن العامة، على الرغم من أن 40% فقط كانوا معلنين عن توجههم الجنسي في أماكن عملهم.
تمتلك مالطا مجتمعًا نشطًا للمثليين، مع عروض مسيرة فخرية مثلي سنوية في العاصمة فاليتا. ظهر أغلبية الزعماء السياسيين البارزين في مالطا في مسيرة فخر المثليين في عام 2016، بما في ذلك رئيس الوزراء جوزيف موسكات وزعيم المعارضة سيمون بوسوتيل. هناك نادي معروف للمثليين في فلوريانا، يدعى توم بار، وهو الأقدم في مالطا. وهناك نادي آخر مفتوح وصديق للمثليين، وهو نادي «موناليزا» في فاليتا.
في يوليو 2007، هدد اتحاد المعلمين في مالطا بنشر تفاصيل أربع معلمين من المثليين والمثليات من مراكز المدارس الكاثوليكية. ووفقاً للنقابة، كانت مدارس الكنيسة تخضع لضغوط من الآباء لطرد المدرسين، مما أدى إلى أربعة تدخلات في السنوات الخمس الماضية.
في عام 2015، أثار التبرع بمواد القراءة من قبل حركة مالطا لحقوق المثليين، التي تضمنت تعليمًا للعائلات المثلية بما في ذلك الأبوة والأمومة للمثليين، إلى وزارة التعليم بعض الجدل. اتخذ وزير التعليم ايفارست بارتولو موقفا بعدم توزيع المواد، حيث شكك في كل من الإدماج المباشر والتمييز غير المباشر.

## الرأي العام
تشير استطلاعات الرأي إلى حدوث تحول سريع وجذري في الرأي العام حول حقوق المثليين في مالطا. وجد استطلاع يوروباروميتر لعام 2006 أن 18% فقط من السكان يؤيدون زواج المثليين، في حين كان 73% ضده (63% ضده تماما). وكانت نسبة تأييد تبني المثليين للأطفال 7% فقط وعارض ذلك 85% منهم (76% معارضة تامة).
في يونيو/حزيران 2012، أظهر استطلاع للرأي أجرته صحيفة «مالطا اليوم» دعمًا لزواج المثليين في مستوى قياسي، حيث يؤيد 60% من الأشخاص الذين تتراوح أعمارهم بين 18-35 زواج المثليين. وجد الاستطلاع فجوة بين الأجيال، حيث أن 23% فقط من الأشخاص الذين تزيد أعمارهم عن 55 عامًا يدعمون التغيير. وبشكل عام، وجد الاستطلاع أن 41% من السكان كانوا يؤيدون زواج المثليين، وأن 52% كانوا ضده، وهو تغير كبير بالمقارنة مع عام 2006، عندما دعمه 18% فقط من السكان.
وجد استطلاع يوروباروميتر لعام 2015 أن 65% من المالطيين يعتقدون أنه يجب السماح بزواج المثليين في جميع أنحاء أوروبا، بينما كان 29٪ منهم ضده.
نشرت بلانيت روميو وهي شبكة تواصل اجتماعية خاصة بالمثليين في شهر مايو 2015 أول مؤشرات السعادة للمثليين الخاصة بها، حيث تم سؤال رجال مثليين من أكثر من 120 بلداً حول شعورهم إزاء نظرة المجتمع من حولهم للمثلية الجنسية وكيف يواجهون الطريقة التي يعاملهم بها الأشخاص الآخرين ومدى رضاهم بحياتهم. وأظهرت النتائج احتلال النرويج المرتبة السابعة والعشرين عالمياً مع نتيجة بلغت 61 على مؤشر السعادة.

## ملخص
| قانونية النشاط الجنسي المثلي                                                             | (منذ عام 1973)                                      |
| المساواة في السن القانوني للنشاط الجنسي                                                  | (منذ عام 1973)                                      |
| قوانين مكافحة التمييز في التوظيف                                                         | (منذ عام 2004)                                      |
| قوانين مكافحة التمييز في توفير السلع والخدمات                                            | (منذ عام 2004)                                      |
| قوانين مكافحة التمييز في جميع المجالات الأخرى (تتضمن التمييز غير المباشر، خطاب الكراهية) | (منذ عام 2014)                                      |
| قوانين مكافحة أشكال التمييز المعنية بالهوية الجندرية                                     | (منذ عام 2014)                                      |
| زواج المثليين                                                                            | (منذ عام 2017)                                      |
| الاعتراف القانوني بالعلاقات المثلية                                                      | (منذ عام 2014)                                      |
| السماح للشخص العازب بالتبني بغض النظر عن توجهه الجنسي                                    | (منذ عام 2008)                                      |
| تبني أحد الشريكين للطفل البيولوجي للشريك الآخر                                           | (منذ عام 2014)                                      |
| التبني المشترك للأزواج المثليين                                                          | (منذ عام 2014)                                      |
| يسمح للمثليين والمثليات الخدمة علناً في القوات المسلحة                                    | Yes                                                 |
| الحق بتغيير الجنس القانوني                                                               | (منذ عام 2015)                                      |
| الاعتراف بالجنس الثالث                                                                   | (منذ 2017)                                          |
| حماية القاصرين ثنائيي الجنس من التدخلات الطبية التعسفية                                  | (منذ عام 2015)                                      |
| علاج التحويل محظور على القاصرين                                                          | (منذ عام 2016)                                      |
| الحصول على أطفال أنابيب للمثليات                                                         | (منذ عام 2018)                                      |
| تأجير الأرحام التجاري للأزواج المثليين من الذكور                                         | (محظور على جميع الأزواج بغض النظر عن التوجه الجنسي) |
| حمايات طلب اللجوء                                                                        | (منذ عام 2013)                                      |
| السماح للرجال الذين مارسوا الجنس الشرجي بالتبرع بالدم                                    | / (مقترح، في عام 2019)                              |